# Valdeconcha
Valdeconcha – gmina w Hiszpanii, w prowincji Guadalajara, w Kastylii-La Mancha, o powierzchni 23,47 km². W 2011 roku gmina liczyła 43 mieszkańców.